# Japoński rohatyniec dwurożny
Japoński rohatyniec dwurożny (Trypoxylus dichotomus jap. 兜虫 kabutomushi) – gatunek roślinożernego chrząszcza z podrodziny rohatyńcowatych.
Opisany został w 1771 roku przez Karola Linneusza jako Scarabaeus dichotom. Zasiedla Azję Wschodnią (Japonię, Tajwan, Koreę, Chiny) i Laos.
Jest to jeden z największych przedstawicieli owadów: samiec ma ok. 75 mm długości (może osiągać nawet 80 mm). Wielkość matki wpływa na wielkość osobnika poprzez wytwarzanie jaj z większą ilością substancji odżywczych. Ubarwienie osobników jest ciemnobrunatne.
Często budują swoje domki w zbutwiałym drewnie, które często służy jako pokarm. Rohatyniec dwurożny żywi się także owocami. Długość życia wynosi około jednego roku. Prowadzi nocny tryb życia. Zamieszkuje lasy.
Japoński rohatyniec dwurożny ma dwa rogi. Róg na przedpleczu jest stosunkowo krótki, zagięty ku przodowi, skierowany nieco w dół i na końcu dichotomicznie rozwidlony. Drugi, potężny róg głowowy kształtem przypomina poroże jelenia: wydaje się na pierwszy rzut oka, że jest całkiem gładki i błyszczący, tymczasem występują na nim liczne zagłębienia, które tworzą podłużnie biegnące bruzdy. Ponadto znajdują się na nim włoski czuciowe, których gęstość największa jest w rejonach najczęściej używanych podczas walki.
Róg jest używany przede wszystkim do walki między samcami o prawo do kopulacji z samicą. Zwykle częstsze są walki pomiędzy dużymi samcami.
Róg Trypoxylus dichotomus wciąż jest interesującym obiektem badań dla naukowców. Wydaje się, że z uwagi na swój ciężar powinien ograniczać zdolność samców do lotu. Jednak mogą one latać równie szybko jak samice i wielkość rogu nie wpływa ani na prędkość lotu, ani na dystans, który osobnik jest w stanie pokonać. Ciężar rogu, by nie ograniczał zdolności samców do lotu, jest rekompensowany przez większe skrzydła oraz bardziej rozwinięte mięśnie.
Wielkie rogi u męskich przedstawicieli świata zwierzęcego stanowią ewolucyjną nowość i odgrywają ważną rolę w selekcji płciowej. W zależności od wielkości rogów określana jest aktywność seksualna. Na przykładzie japońskiego rohatyńca dwurożnego badano konserwatywny ewolucyjnie gen hiperseksualności. Wyniki doświadczenia wskazują, że u japońskiego rohatyńca dwurożnego izoformy genu dsx mają antagonistyczną funkcję dla formowania rogu na głowie – tylko izoformy tego genu u samców odgrywają rolę przy formowaniu rogów.
Rohatyniec dwurożny może stanowić pokarm dla puszczyka uralskiego.
W Japonii dużą popularnością cieszą się zawody, podczas których samce rohatyńców zmagają się o samice.